# Cetichthys parini
Cetichthys parini är en fiskart som beskrevs av Paxton, 1989. Cetichthys parini ingår i släktet Cetichthys och familjen Cetomimidae. Inga underarter finns listade i Catalogue of Life.